# 이집트 왕자 2: 요셉 이야기
《이집트 왕자 2: 요셉 이야기》(영어: Joseph: King of Dreams)는 2000년 미국의 애니메이션 뮤지컬 드라마 영화이자, 드림웍스 애니메이션이 제작한 최초의 전통 애니메이션(셀 애니메이션) 이집트 왕자의 프리퀄이다.

## 줄거리
야곱(리차드 허드)의 11명의 아들 중 막내인 요셉(벤 애플렉)은 어머니인 라헬(모린 맥거번)이 불임이라고 여겨졌기 때문에 "기적의 아이"로 여겨진다. 요셉은 부모님의 특별 대우로 인해 자만심에 빠지고, 이는 형제들이 그를 점점 더 질투하게 만든다. 어느 날 밤, 요셉은 늑대 무리가 가족의 양떼를 공격하는 꿈을 꾼다. 꿈은 현실이 되지만, 요셉의 형제들은 이를 우연의 일치로 치부한다. 요셉은 자신이 형제들 앞에서 절하는 꿈을 꾸었다고 이야기하여 형제들을 더욱 격분시킨다. 맏형인 유다(마크 해밀)의 주도 하에 형제들은 요셉을 노예 상인에게 은 20개에 팔고, 찢어진 채색옷을 부모님께 가져가 늑대가 요셉을 죽였다고 속인다.
이집트에서 요셉은 (이름이 알려지지 않은) 파라오(리처드 맥고너글)의 경호대장인 보디발(제임스 에크하우스)에게 팔린다. 그는 신뢰받는 하인이 되고 보디발의 조카 아세낫(조디 벤슨)과 사랑에 빠진다. 보디발의 아내 줄레이카(주디스 라이트)는 요셉을 유혹하려 하고, 그가 거절하자 요셉이 자신을 강간하려 했다고 거짓 주장한다. 보디발은 요셉을 처형하라고 명령하지만, 줄레이카는 그에게 그렇게 하지 말라고 간청한다. 보디발은 요셉이 무죄임을 깨닫지만, 그를 투옥한다. 그곳에서 요셉은 파라오의 집사(러네이 오베어전와)와 빵 굽는 자(켄 허드슨 캠벨)를 만나 그들의 꿈을 해석하고, 그 꿈은 곧 현실이 된다. 집사는 자신의 지위로 돌아갈 것이고 빵 굽는 자는 처형될 것을 본 요셉은 집사에게 파라오에게 자신의 능력을 말해달라고 간청하지만, 집사는 그렇게 하는 것을 잊는다. 한편, 아세낫은 경비병에게 들킬 뻔할 때까지 요셉에게 몰래 음식을 공급하고, 음식을 떨어뜨리게 되어 쥐들이 그 음식을 먹어치운다. 자신의 불운에 하나님께 격노한 요셉은 감옥 벽을 오르다 미끄러져 떨어져 의식을 잃는다. 그가 깨어난 후, 과거를 되돌아보고 다시 하나님의 계획을 신뢰하기 시작하면서 죽어가는 나무를 돌보는 데서 새로운 목적을 찾는다.
파라오는 어떤 고문도 해석할 수 없는 악몽에 시달린다. 요셉을 기억한 파라오의 집사는 보디발에게 요셉을 데려오라고 조언한다. 보디발은 요셉을 감옥에 가둔 것에 대해 사과하고, 요셉은 그를 용서한다. 요셉은 파라오의 꿈을 7년의 풍년 뒤에 이집트를 멸망시킬 수 있는 7년의 기근이 올 것이라는 경고로 해석한다. 그는 매년 수확량의 5분의 1을 배급을 위해 저장해야 한다고 제안한다. 감명받은 파라오는 요셉을 "자프낫바르네아"라는 이름으로 재상이자 2인자로 삼는다. 다음 몇 년 동안 요셉의 지도는 이집트인들과 그들의 이웃들을 기근에서 구한다. 그는 아세낫과 결혼하여 두 아들 므나쎄와 에브라임을 낳는다.
어느 날, 요셉의 형제들은 곡식을 사기 위해 이집트에 도착하고, 은 20개로 지불하겠다고 제안한다. 형제들은 막내 동생과 야곱을 먹여야 한다고 주장한다. 요셉은 그들을 알아보지 못하고 곡식을 팔기를 거부하고 형제 중 한 명인 시므온(스티븐 웨버)을 그들의 막내 동생을 데려올 때까지 투옥한다. 형제들은 야곱의 12번째 아들인 베냐민 (맷 레빈)과 함께 다시 나타나는데, 야곱은 요셉을 그랬듯이 베냐민을 편애한다. 베냐민은 요셉에게 라헬이 죽었고 아버지는 요셉의 "죽음"으로 인해 상심했다고 말한다. 요셉은 베냐민에게 아버지가 형제들을 그를 돌보는 것을 신뢰하는지, 그리고 그의 죽음이 형제들에게 어떻게 영향을 미쳤는지 묻지만, 베냐민은 그들이 결코 그것에 대해 이야기하지 않는다고 말한다. 요셉은 시므온을 풀어주고 형제들을 잔치에 초대한다.
잔치 후, 요셉은 자신의 황금 잔을 베냐민의 가방에 숨긴다. 그것이 발견되자 그는 베냐민을 벌하라고 명령하지만, 형제들은 요셉을 놀라게 하며 자신들을 대신하겠다고 제안한다. 요셉이 그들의 동기를 묻자 유다는 요셉을 노예로 팔았던 것을 고백하는데, 이는 지난 20년 동안 그와 형제들을 괴롭혔던 죄이며, 베냐민 없이는 집에 돌아갈 수 없다고 말한다. 다른 아들과 형제를 잃는 것은 아버지의 마음과 그들의 마음을 아프게 할 것이기 때문이다. 이에 충격을 받고 감동받은 요셉은 그들에게 자신을 드러내기로 결정하고, 그들은 화해한다. 요셉은 야곱과 재회하고 형제들의 가족들을 이집트에 살도록 초대한 후 만난다. 영화는 히브리인들이 이집트에 들어가면서 끝나는데, 앞으로 닥칠 많은 고난을 알지 못한 채였다.

## 목소리 출연
- 안지환 - 요셉(벤 애플렉)
- 이종혁 - 유다(마크 해밀)
- 김태훈 - 야곱(리처드 헤드)
- 최수진 - 라헬 또는 레베카(모린 맥거번)
- 손원일 - 시므온(스티븐 웨버)
- 김영선 - 벤야민(맷 레빈)
- 이인성 - 보디발 시위대장(파라오를 섬기는 경호대장임, 제임스 에크하우스)
- 윤소라 - 보디발 시위대장의 아내(주디스 라이트)
- 박선영 - 아스낫(조디 벤슨)
- 안장혁 - 레위(제프 베넷)
- 이성 - 이집트 왕(리처드 맥고너글)

## 같이 보기
- 창세기
- 드림웍스 애니메이션
- 이집트 왕자